# El Cuervo de Sevilla
El Cuervo de Sevilla là một đô thị ở tỉnh Sevilla, Andalucía, Tây Ban Nha. Dân số năm 2006 là 7745 người, diện tích là 31 km². Đô thị này cách tỉnh lỵ Sevilla 72 km.